# Coscienza (filosofia)
Coscienza, in ambito filosofico, è l'intuizione - cioè la conoscenza - di esistere. In quanto tale, la coscienza non dipende né da percezione sensoriale, né da alcuna facoltà intellettuale o mentale. Se dipendesse dalle facoltà sensoriali, dalla mente o dall'Intelletto, ecc., sarebbe una conoscenza mediata; l'esperienza diretta ci suggerisce che non è così. Sappiamo di esistere, e non lo sappiamo perché questa conoscenza sia il risultato di una riflessione ecc.; che esistiamo lo sappiamo con certezza assoluta, e questa stessa intuizione è la coscienza.

## Coscienza e consapevolezza
Invero, il termine ha assunto nel corso della storia della filosofia significati particolari e specifici distinguendosi dal vocabolo generico di consapevolezza al quale viene talvolta assimilato. 
In questo senso il filosofo statunitense John Searle accomuna la coscienza alla consapevolezza di sé: «La coscienza consiste in una serie di stati e processi soggettivi. Essi sono stati di consapevolezza di sé, interiori, qualitativi e individuali. "coscienza"».. Il termine coscienza è dunque riportato alla terminologia psicoanalitica che la intende come condizione di attenzione conscia contrapposta alla situazione inconscia del sonno.

## Coscienza e autocoscienza
Un'ulteriore distinzione occorre fare tra il concetto di coscienza e quello di autocoscienza nel senso che quest'ultima appare al termine di un processo sempre più complesso rispetto alla prima iniziale presa di coscienza nella quale sappiamo confusamente che siamo ma non ancora chi siamo.
La psicologia ha ormai accertato che solo nel secondo anno di vita il bambino entra nella fase della autocoscienza riferendosi a sé come "io": «è questo il primo contenuto di identità, quello di esprimere la componente riflessiva che il soggetto sviluppa su di sé e di cui la grammatica è espressione e codificazione».
All'inizio del processo il bambino invece è cosciente del mondo esterno, ma parla di sé in terza persona poiché non è ancora in grado di identificare la sua soggettività pensante con l'oggettività del suo stesso corpo: quell'oggetto che è il più vicino a lui e da cui proviene un flusso continuo di sensazioni. Quando sarà in grado di identificare le sensazioni e percezioni di sé con il proprio corpo avrà acquisito quella forma di coscienza superiore che è l'autocoscienza.

### Autoconsapevolezza
Insieme ad autocoscienza si usa il termine di autoconsapevolezza intesa come l'esplicito riconoscimento della propria esistenza ma non ancora sviluppata come io. La definizione include quindi il concetto della propria esistenza in quanto individuo, in modo separato dalle altre persone, con un proprio pensiero individuale. Può anche includere la comprensione che altre persone siano allo stesso modo autoconsapevoli.
A differenza dell'autoconsapevolezza, l'autocoscienza rappresenta allora un grado più elevato di coscienza di sé ed implica un progresso dell'identità. In un senso epistemologico, essa è la comprensione personale del nucleo della propria identità. L'autocoscienza gioca un ruolo importante nel comportamento.

### Coscienza d'essere
Un contributo al problema della coscienza è stato dato da Martin Heidegger, che ha affrontato il problema dell'essere nella metafisica occidentale a partire dai greci fino a Nietzsche, distinguendo essere da essente (la differenza ontologica). Sostituendo il concetto di Dasein a quello di soggetto cartesiano, egli riconduce il problema della coscienza a quello del fatto d'essere della coscienza (Essere e tempo, 1927).
Per Heidegger la coscienza d'essere (o coscienza di esistere) non è altro che l'essere della coscienza, cioè l'esserci. Per spiegare questo apparente circolo, Heidegger introduce nel 1929 il legame tra essere e niente nella celebre prolusione Che cos'è Metafisica?. Egli chiama questo "uscire fuori dal niente" dell'essente la trascendenza, ripercorrendo così in modo del tutto originale i passi della teologia cristiana, da cui iniziò i suoi studi. Se, infatti, si sostituisce a Dio il niente, l'evento della creaturalità (esisto perché Dio mi ha creato) diventa un esser gettati nell'esistenza senza un perché. Da qui la domanda fondamentale, che riprende da Leibniz, sul perché ci sia qualcosa invece che niente, che conclude la prolusione del '29.

## Coscienza come introspezione
(Possidio, vescovo di Calama)
 Nell'ambito della coscienza la filosofia ha inteso ricondurvi non solo i dati sensoriali, ma anche la complessa interiorità rappresentata dai sentimenti, le emozioni, i desideri, i prodotti del pensiero, come pure il senso di identità personale. Il processo dell'analisi della propria interiorità prende il nome di introspezione , che può talora confondersi con la riflessione impropriamente intesa come sinonimo.
Nello stoicismo e nel neoplatonismo il riferirsi alla coscienza voleva significare rapportarsi alla "voce" interiore, a quel "dialogo dell'anima con se stessa" che già caratterizzava l'ultima produzione delle opere dialogiche platoniche dove la forma letteraria e filosofica del dialogo con un interlocutore svaniva sostituita da quella del monologo. Il saggio del periodo post-classico della filosofia greca è allora proprio colui che allontanandosi dalle cose mondane e dalle passioni riflette su sé stesso. Sarà Sant'Agostino nelle Confessioni a riprendere questo modello di analisi della personale interiorità (de se ipso), trasmettendolo a gran parte del pensiero cristiano seguente.
È infatti soprattutto con il cristianesimo, a cominciare da San Paolo, che il concetto di coscienza viene assimilato a quello di morale come ben dimostra il linguaggio comune quando parla di "voce della coscienza" che suggerirebbe come comportarsi, quali principi certi siano dentro di noi che ci guiderebbero sulla retta via dalla quale deviamo per la nostra debolezza umana innata. Non a caso la precettistica cristiana prescrive l'uso devoto dell'"esame di coscienza" come metodo per rintracciare i propri errori morali.
La coscienza infatti nel pensiero religioso è concepita come sorgente di Verità, di quei principi certi che sono alla base di ogni retto volere: riferendosi alla propria coscienza si saprebbe senza alcun dubbio come giustamente comportarsi e anche se l'azione concreta è poi difforme o contraria a quanto indicato dalla coscienza questo sarebbe dovuto alla nostra imperfezione umana.
Anche nella Critica della ragion pratica kantiana la morale è intesa come voce della coscienza, della nostra interiorità, che afferma il valore assoluto della legge morale talora traviata dalle nostre inclinazioni sensibili. Secondo Kant, riprendendo le concezioni di Jean-Jacques Rousseau, è questa un'esperienza morale che accomuna tutti gli uomini indipendentemente dalle loro differenti condizioni intellettuali e culturali.
Le affermazioni kantiane erano in contrasto con la morale relativista rinascimentale che già con Michel de Montaigne nei Saggi (1580) aveva chiarito come in realtà i cosiddetti principi morali certi che variano secondo i diversi ambienti di provenienza vengano inculcati nella mente infantile che, raggiunta l'età adulta, si dimentica della loro origine e crede che quei valori siano innati e presenti da sempre nella loro coscienza.
Dal pensiero di Montaigne si sviluppò una polemica che vede in prima fila John Locke contro i neoplatonici della scuola di Cambridge (George Herbert di Cherbury, Ralph Cudworth, Henry More), che sostenevano l'innatismo dei principi morali.

## Coscienza e conoscenza
Dal XVII secolo con Cartesio il termine coscienza acquista il significato di «consapevolezza soggettiva» di sé, una coscienza diretta di noi stessi tale da essere indubitabile mentre tutti i contenuti mentali di cui siamo coscienti sono soltanto «idee».
Questa concezione cartesiana si ritrova in tutto l'empirismo inglese sino a David Hume che approda al solipsismo poiché egli sostiene che il pensiero può spingersi sino ai limiti dell'universo ma rimanendo sempre nell'ambito essenziale della coscienza e conoscendo solo «impressioni» sensibili o «idee» della ragione senza nessuna certezza cognitiva.
Contro questa interpretazione reagì Immanuel Kant nella Critica della ragion pura  dove distinse una coscienza empirica, basata sulla singola sensibilità individuale e tale da appartenere solo a noi stessi singolarmente, e una coscienza in generale o «appercezione trascendentale» che si esprime nell'«Io penso», un'attività di pensiero che appartiene a tutti gli uomini, ma a nessuno di essi in particolare, strutturalmente identica in tutti come attività formale del conoscere che si realizza attraverso il giudizio sintetico a priori attraverso le diverse «categorie» 
Io penso kantiano si trasformerà nell'Io assoluto di Fichte e del primo Schelling: mentre l'io empirico individuale si trova ad essere sempre limitato dal non-io, gli oggetti, nell'attività teoretica e pratica, l'Io assoluto, principio di tutta la realtà, contrapponendosi al non-Io, in un'attività originaria di autocoscienza, autoproduzione (autoconoscenza) e autocreazione è al di sopra della coscienza e solo la filosofia idealistica offrirà il mezzo per attingerlo.
Hegel nella Fenomenologia dello spirito tratterà della coscienza intendendola come lo spirito dell'uomo che ancora non è giunto al sapere assoluto per cui si pone in un contrasto irrisolto con la natura e con la società. La coscienza quindi è tutta tesa alla conoscenza del mondo esterno mentre con l'autocoscienza l'uomo diverrà consapevole della sua razionalità come connessa alla realtà che egli stesso interpreta e costituisce. Il percorso storico dello spirito verso l'autocoscienza sarà segnato da tappe di lotta tra le diverse autocoscienze che si ritengono ostili e diverse  e dalla nascita storica delle organizzazioni sociali.

## Coscienza come intenzionalità
L'intenzionalità, originalmente un concetto della filosofia scolastica, fu reintrodotta nella filosofia contemporanea dal filosofo e psicologo Franz Brentano nella sua opera Psychologie vom Empirischen Standpunkte (Psicologia dal punto di vista empirico).
Con l'intenzionalità della coscienza o della mente si intende l'idea che la coscienza sia sempre diretta ad un oggetto, che abbia sempre un contenuto.
Brentano definì l'intenzionalità come la caratteristica principale dei fenomeni psichici (o mentali), tramite cui essi possono essere distinti dai fenomeni fisici. Ogni fenomeno mentale, ogni atto psicologico ha un contenuto, è diretto a qualche cosa (l'oggetto intenzionale). Ogni credere, desiderare ecc. ha un oggetto: il creduto, il desiderato.
L'intendimento della coscienza come coscienza di qualcosa si ritrova nel XX secolo nella filosofia di Husserl e in alcuni autori dell'esistenzialismo come Jean Paul Sartre, Karl Jaspers.
Il necessario riferimento della coscienza nei confronti di un oggetto è chiamato da Husserl, nell'opera Idee per una fenomenologia pura, «intenzionalità» e questo significato è penetrato nella ricerca contemporanea, sia nella filosofia continentale che nella filosofia analitica.
Per Sartre la coscienza è "essere per sé", intendendo come essa si costruisca liberamente nel tempo, nel futuro, distinguendosi e opponendosi alle cose che sono invece "essere in sé" 
Tra l'essere delle cose e la coscienza c'è un'opposizione tale per cui la coscienza può definirsi come "non-essere" poiché essa si costruisce proprio opponendosi all'essere delle cose: la coscienza quindi dà vita al non-essere o come dice Sartre «l'essere per cui il nulla viene al mondo», per cui ogni esperienza è caratterizzata dall'azione negatrice della coscienza.
Nell'intelligenza artificiale e nelle scienze cognitive il concetto di intenzionalità è un tema controverso considerandola come qualcosa che ad esempio una macchina non potrebbe mai davvero possedere.